# Марьйок
Марьйок — река в России, протекает по территории Ловозерского района Мурманской области. Устье реки находится в 22 км по левому берегу реки Афанасия. Длина реки — 40 км, площадь её водосборного бассейна — 288 км².

## Данные водного реестра
По данным государственного водного реестра России относится к Баренцево-Беломорскому бассейновому округу, водохозяйственный участок реки — Воронья от гидроузла Серебрянское 1 и до устья, речной подбассейн реки — подбассейн отсутствует. Речной бассейн реки — бассейны рек Кольского полуострова, впадает в Баренцево море.